# House of Lies
House of Lies är en amerikansk dramakomediserie skapad av Matthew Carnahan. Serien, som hade premiär på TV-kanalen Showtime den 8 januari 2012, är baserad på en bok vid namn House of Lies: How Management Consultants Steal Your Watch and Then Tell You the Time, som i sin tur är skriven av den före detta Booz Allen Hamilton-konsulten Martin Kihn. Den 17 maj 2016 bestämde sig Showtime för att avbryta hela serien, efter drygt fyra år och fem säsonger. Det 58:e och allra sista avsnittet sändes därefter den 12 juni samma år.

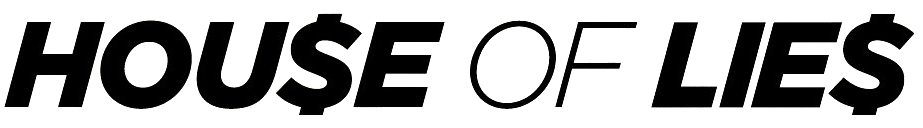
Seriens officiella logga

## Rollista och karaktärer

### Huvudensemble
| Don Cheadle       | – Marty Kaan             |
| Kristen Bell      | – Jeannie van der Hooven |
| Ben Schwartz      | – Clyde Oberholt         |
| Josh Lawson       | – Doug Guggenheim        |
| Dawn Olivieri     | – Monica Talbot          |
| Donis Leonard Jr. | – Roscoe Kaan            |
| Glynn Turman      | – Jeremiah Kaan          |

### Återkommande ensemble

#### Säsong 1
| John Aylward        | – K. Warren McDale             |
| Griffin Dunne       | – Marco "The Rainmaker" Pelios |
| Megalyn Echikunwoke | – April                        |
| Mo Gaffney          | – Rektor Gita                  |
| Greg Germann        | – Greg Norbert                 |
| Anna Camp           | – Rachel Norbert               |
| Richard Schiff      | – Harrison                     |

#### Säsong 2
| Bess Armstrong     | – Julianne Hofschrager |
| Adam Brody         | – Nate                 |
| Kevin Dobson       | – Mr. Pincus           |
| Lisa Edelstein     | – Brynn                |
| Taylor Gerard Hart | – Alex Dushkin         |
| Evan Hart          | – Kyle Dushkin         |
| Ronete Levenson    | – Tessa                |
| Nia Long           | – Tamara               |
| Eden Malyn         | – 'Zanna               |
| Michael McDonald   | – Carl Criswell        |
| Elimu Nelson       | – Kevin                |
| Jenny Slate        | – Sarah Guggenheim     |
| Larenz Tate        | – Malcolm Kaan         |
| Mather Zickel      | – Michael Carlson      |

#### Säsong 3
| Genevieve Angelson | – Caitlyn Hobart            |
| Eugene Cordero     | – Everett                   |
| Brigid Coulter     | – Andrew "'Dre" Collins fru |
| Eliza Coupe        | – Marisa McClintock         |
| Ryan Gaul          | – Will                      |
| Rob Gleeson        | – Jeffrey                   |
| Lauren Lapkus      | – Benita Spire              |
| Alice Hunter       | – Chantelle                 |
| John Carroll Lynch | – Gil Selby                 |
| Mekhi Phifer       | – Andrew "'Dre" Collins     |
| T.I.               | – Lukas Frye                |
| Brad Schmidt       | – JC                        |
| Daniel Stern       | – Robert Tretorn            |
| Bex Taylor-Klaus   | – Lex                       |
| Milana Vayntrub    | – Christy                   |
| Rhea Seehorn       | – Samantha                  |

#### Säsong 4
| Mary McCormack | – Denna Altshuler      |
| Demetri Martin | – Ellis Gage Hightower |
| Valorie Curry  | – Kelsey               |
| Alicia Witt    | – Maya Lindholm        |
| Fred Melamed   | – Harvey Oberholt      |

#### Säsong 5
| Brianna Baker                     | – Tess Symington |
| Steven Weber                      | – Ron Zobel      |
| Wanda Sykes                       | – Rita           |
| Glenn Howerton                    | – Seth Buckley   |
| Donald Faison                     | – Donald         |
| Michael Cudlitz och Stacey Hinnen | – Bröderna Kohl  |